# 한국프로골프협회
한국프로골프협회(韓国プロゴルフ協会, Korea Professional Golfers' Association, KPGA)는 대한민국의 남자 프로 골프를 관할하는 스포츠 행정 기구이다. 대한민국의 프로 골프의 발전을 위하여 프로 골프 선수의 자질과 기술의 향상을 도모하고, 국민체력향상을 위하여 생활체육골프를 보급하여, 국내․외 경기를 유치하고 적극 참여함으로써 국가발전에 이바지하고 국제교류증진과 골프 발전에 기여할 목적으로 설립된 대한민국 문화체육관광부 소관의 사단법인이다.

## 연혁
1958년부터 서울C.C에서 주관하던 한국프로골프선수권대회를 1968년 KPGA 설립을 계기로 맡아 협회 주관으로 진행하게 되었다.
2004년 대한민국 방송사 SBS와 조인식을 가지고 2005년부터 KOREAN TOUR를 창설하였다.

## 주요 사업
- 각종 국내외 골프대회 주관 및 주최
- 골프선수 해외 파견
- 골프지도자 연수교육
- 청소년 및 유소년의 체육증진을 위한 각종 관련행사 주관
- 골프기술 보급사업 등

## 같이 보기
- 대한골프협회
- 한국여자프로골프협회
- 한국미드아마추어골프연맹
- 한국대학골프연맹
- 한국중고등학교골프연맹